# 1374 az irodalomban
Az 1374. év az irodalomban.

## Születések
- 1374 – Guarino Veronese itáliai humanista filológus, költő, műfordító († 1460)

## Halálozások
- július 19. – Francesco Petrarca, az egyik legnevesebb itáliai prehumanista költő (* 1304)